# Madden NFL 09
Madden NFL 09 é um jogo de video game de futebol americano publicado pela EA Sports e desenvoldio pela EA Tiburon. É o 20º jogo da série Madden NFL. O jogo foi lançado para Nintendo DS, PlayStation 2, PlayStation 3, PlayStation Portable, Wii, Xbox e Xbox 360, assim como aparelhos móveis.
A versão do Wii é intitulada Madden NFL 09 All-Play e foi lançada sobre a nova linha All-Play da EA Sports, tomando vantagem do sensor de movimento do Wii Remote.

## Modos exclusivos

### Wii
- 5 on 5 Mode
- Call Your Shotsable
- Celebrate Your Success

## Soundtrack
| Versão inglês                                  | Versão inglês                         |
| Artista                                        | Música                                |
| ---------------------------------------------- | ------------------------------------- |
| Airbourne                                      | "Stand Up For Rock 'N Roll"           |
| The All-American Rejects                       | "The Real World"                      |
| Busta Rhymes (featuring Linkin Park)           | "We Made It"                          |
| Disturbed                                      | "Inside the Fire"                     |
| The Fashion                                    | "Like Knives"                         |
| Franz Ferdinand                                | "Lucid Dreams"                        |
| From First to Last                             | "Worlds Away"                         |
| Gym Class Heroes                               | "Home"                                |
| Hollywood Undead                               | "Undead"                              |
| In Flames                                      | "The Mirror's Truth"                  |
| InnerPartySystem                               | "Don't Stop"                          |
| Izza Kizza                                     | "Millionaire"                         |
| K'Naan                                         | "ABC's"                               |
| Kardinal Offishall (featuring Lindo P)         | "Burnt"                               |
| Kidz in the Hall                               | "Blackout"                            |
| Kovas                                          | "Wax On, Wax Off"                     |
| Mindless Self Indulgence                       | "Never Wanted to Dance"               |
| The Offspring                                  | "Hammerhead"                          |
| Rev Theory                                     | "Hell Yeah"                           |
| Senses Fail                                    | "Wolves at the Door"                  |
| Shinedown                                      | "Devour"                              |
| Trivium                                        | "Into the Mouth of Hell We March"     |
| Tyga                                           | "Diamond Life"                        |
| Underoath                                      | "Desperate Times, Desperate Measures" |
| Wale (featuring Southeast Slim)                | "Breakdown"                           |
| Young Dre the Truth (featuring Good Charlotte) | "Workin"                              |
| Versão espanhol                                |                                       |
| Artista                                        | Música                                |
| Adrienne Bailon                                | "Stand Up"                            |
| Ashley Tisdale                                 | "Not Like That"                       |
| Clique Girlz                                   | "How Do You Like Me So Far?"          |
| Demi Lovato                                    | "Get Back"                            |
| Fergie                                         | "Labels or Love"                      |
| Fulanito                                       | "Let's Do This"                       |
| Katy Perry                                     | "I Kissed a Girl"                     |
| Miley Cyrus                                    | "See You Again"                       |
| Aqua                                           | "Barbie "                             |
| PXNDX                                          | "¡Ah Pero Como Vendo Cassettes!"      |
| Señor Flavio                                   | "El Apagón"                           |
| Vanessa Hudgens                                | "Sneakernight"                        |